# 마리아 안토니아 폰 바이에른
바이에른의 마리아 안토니아 발푸르기스(독일어: Maria Antonia Walpurgis von Bayern, 1724년 7월 18일 ~ 1780년 4월 23일)는 작센 선제후 프리드리히 크리스티안의 아내이다. 바이에른 선제후 카를 알브레히트와 마리아 아말리아의 둘째딸이다. 1747년 프리드리히 크리스티안과 결혼해 초대 작센 국왕 프리드리히 아우구스트 1세를 비롯해 아홉 명의 자녀를 두었다.

## 자녀
- 사산(1748)
- 프리드리히 아우구스트 1세(1750~1827) 작센 선제후, 초대 작센 국왕, 바르샤바 공
- 카를 막시밀리안(1752~1781)
- 요제프 마리아(1754~1781)
- 안톤 클레멘스(1755~1836) 작센 국왕
- 마리아 아말리에(1757~1813)
- 막시밀리안(1759~1838)
- 테레제 마리아(1761~1820)
- 사산아(1762)